# Українці в Ізраїлі
Українська діаспора Ізраїлю — одна з громад на території Ізраїлю, яка сформувалася переважно в новітній час: починаючи від утворення держави Ізраїль і досягаючи свого піку в кінці ХХ століття. Українська діаспора в Ізраїлі в основному складається з єврейських репатріантів із Закарпаття, Одеської, Київської, Дніпропетровської та інших регіонів України, а також етнічних українців, громадян України, які тимчасово перебувають в цій країні унаслідок роботи, навчання і по особистих справах. За даними посольства в Ізраїлі налічується близько 500 тис. вихідців з України єврейського походження, в тому числі кілька десятків тисяч етнічних українців.

## Репатріація українських євреїв в Ізраїль
Масштаби еміграції українських євреїв в Ізраїль можна оцінити за результатами переписів населення 1959, 1970, 1979, 1989 років в УРСР і 2001 року в Україні, за підсумками яких спостерігалося зниження чисельності євреїв внаслідок виїзду за кордон. Аналіз процесу еміграції показує, що половину єврейської еміграції склала алія (репатріація) в Ізраїль, 21,2 % — еміграція в США, 23,7 % — у ФРН, тобто переважна кількість євреїв виїжджає в зазначені три країни, але більшість при цьому репатриюється в Ізраїль.
| Переписи населення в Україні | чисельність євреїв | %    |
| ---------------------------- | ------------------ | ---- |
| перепис 1959                 | 840,1 тис.         | 2,01 |
| перепис 1970                 | 776,1 тис.         | 1,65 |
| перепис 1979                 | 632,9 тис.         | 1,28 |
| перепис 1989                 | 486,6 тис.         | 0,95 |
| перепис 2001                 | 103,6 тис.         | 0,21 |

## Забезпечення культурних, мовних, релігійних та інших прав

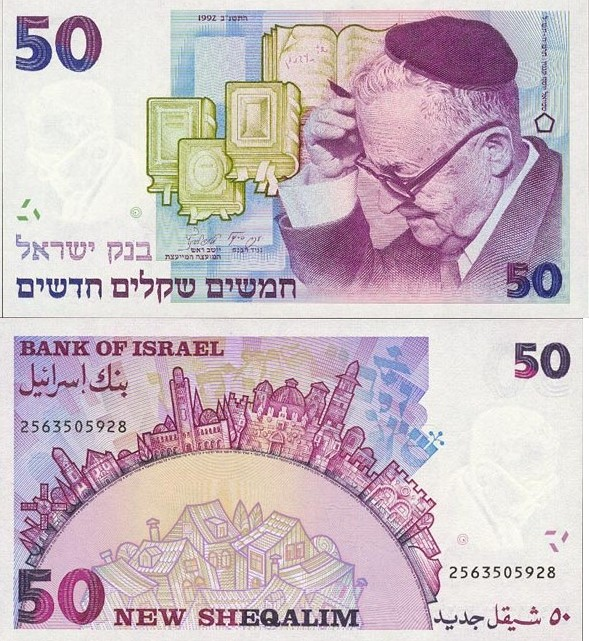
Банкнота номіналом 50 нових шекелів, присвячена Нобелівському лауреату, уродженцю Бучача (Тернопільська область) Шмуелю Агнону.

Важливою передумовою сучасного культурно-гуманітарного співробітництва між Україною та Ізраїлем є присутність в Ізраїлі близько 500 тис. вихідців з України, у тому числі кількох десятків тисяч етнічних українців. Істотну роль у цьому процесі відіграє і те, що в Україні налічується стотисячна єврейська громада.
Для Ізраїлю значний інтерес в Україні становлять місця, де народилися і проживали видатні єврейські релігійні і культурні діячі, і які щороку прагнуть відвідати тисячі паломників і туристів з Ізраїлю, зокрема, могили цадиків Нахмана в Умані, р. Шнеура Залмана в Гадячі Полтавської області, а також рабина Хаїма Ельазара Шапіро в м. Мукачево.
Ізраїльтяни відвідують також й інші місця, пов'язані з єврейською історією і культурою в Україні. До них належать, наприклад, будинок в Дрогобичі, в якому проживав видатний художник та письменник середини ХХ століття єврейського походження Бруно Шульц; будинок популярного ізраїльського письменника Амоса Оза в Рівному, який описаний в одній з його книг; місце, де народився і провів дитинство ізраїльський письменник, лауреат Нобелівської премії Шмуель Агнон в м. Бучач.
В Ізраїлі зберігається інтерес до української культури і мови, передусім з боку вихідців з України. У країні проживає ряд письменників, які пишуть українською мовою і час від часу влаштовують літературні вечори. Окремі університети мають у своєму штаті вчених, що займаються україністикою.

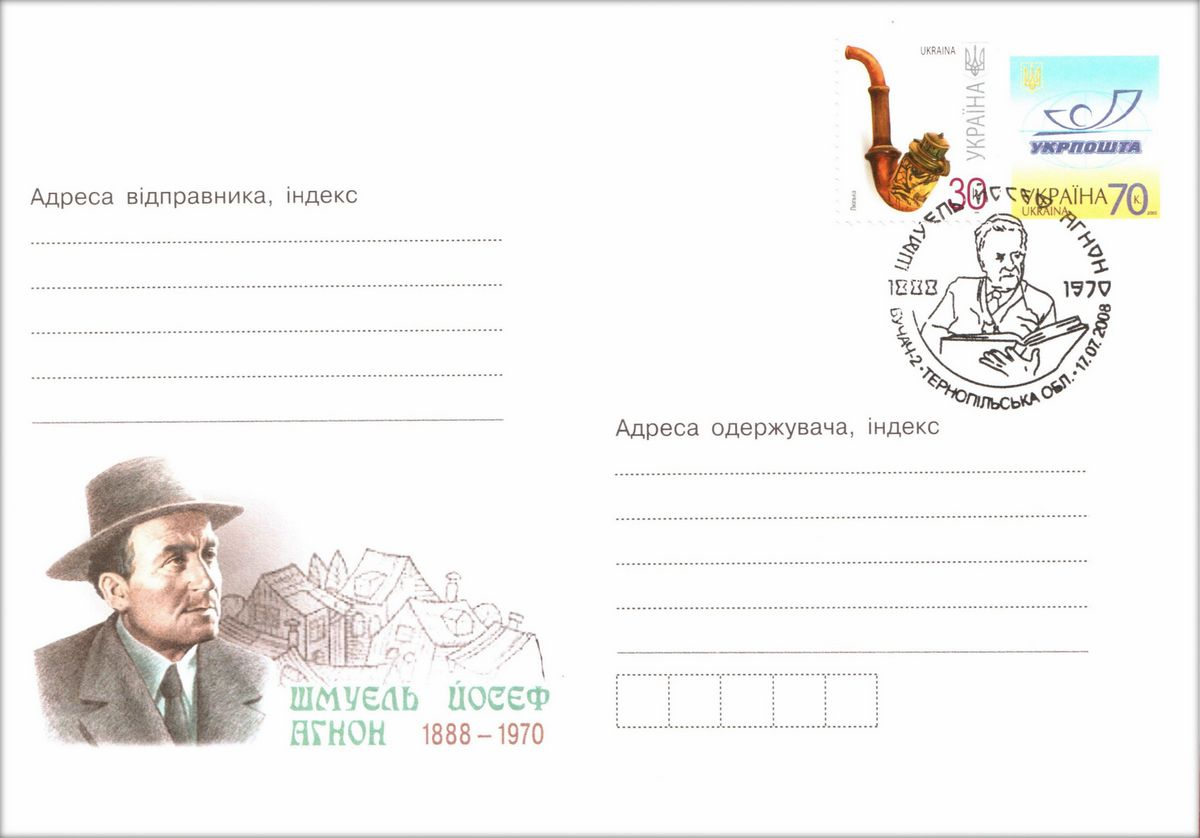
Конверт України до 120-річчя Шмуеля Агнона. Спеціальне гасіння в день його народження

З метою забезпечення культурних і духовних потреб українського суспільства, значна увага приділяється підтримці діяльності Товариства «Українці в Ізраїлі», Загальноізраїльського об'єднання вихідців з України, Товариства дружби і співробітництва між єврейським та українським народами, а також Спілки українських письменників Ізраїлю. Існування цих організацій сприяє культурно-гуманітарним зв'язкам між двома державами, збереженню та поширенню української культури і мови на території Ізраїлю.
Регулярно проводяться заходи, організовані в різних містах Ізраїлю громадськими об'єднаннями вихідців з України за участю та з ініціативи української діаспори; культурно-мистецькі заходи в Українському культурному центрі в Ізраїлі, а також заходи з відзначення ювілейних і пам'ятних дат. Здійснюється необхідна підтримка українським церквам і релігійним організаціям у розвитку зв'язків з одновірцями за кордоном, а також взаємодії з ветеранськими та чорнобильськими організаціями.
Значна увага приділяється проведенню виставкової діяльності, проектів творчого, виконавчого та культурно-мистецького спрямування.

## Організації та заходи української діаспори в Ізраїлі

#### Ізраїльське товариство «Українці в Ізраїлі»
Товариство засноване в 2002 році і є неполітичною організацією, яка ставить за мету популяризацію української культури в Ізраїлі: літератури, народного мистецтва, традицій, пісень, танців, особливостей побутового життя українців.

#### Загальноізраїльське об'єднання вихідців з України
Об'єднання засноване в 1979 році і є громадською, неполітичною, некомерційною організацією.
Основним напрямком діяльності організації є допомога новим репатріантам-вихідцям з України в їх перших кроках в Ізраїлі, в адаптації до нових умов життя, в подоланні мовного бар'єру, налагодженні спілкування та побуту. Об'єднання сприяє суспільній та культурній інтеграції репатріантів з України в ізраїльське суспільство, у реалізації їх творчого потенціалу (гуртки вивчення івриту, музичні та поетичні студії), проводить фестивалі мистецтв і спортивні заходи вихідців з України.

#### Громадська організація «Israeli friends of Ukraine»
Громадська організація виникла в 2014 році на базі груп активістів і волонтерів «Israel supports Ukraine». Метою діяльності організації є допомога і підтримка України, що включає як волонтерську діяльність, так і різні культурні та соціальні проекти.

#### Об'єднання євреїв— вихідців із Закарпаття
Об'єднання було створено вихідцями із Закарпаття, які приїхали в Ізраїль після Другої світової війни, а також репатріантами 70-х років. Головними завданнями об'єднання є збереження спадкоємності поколінь вихідців із Закарпаття, підтримка зв'язків між організацією та євреями вихідцями із Закарпаття як в Ізраїлі, так і за кордоном.

#### Фестиваль Української культури в Ізраїлі
Проводиться з 2011 року за ініціативи Ізраїльського фольклорного театру. Метою фестивалю є підтримка у ізраїльтян, вихідців з України, духовного зв'язку з країною походження, збереження культурних традицій України в рамках громади, знайомство корінних ізраїльтян з самобутньою традиційною українською культурою і сучасним мистецтвом. Участь у заходах фестивалю беруть як ізраїльські артисти, так і митці з України.